# Tour Méditerranéen 2008
Il Tour Méditerranéen 2008, trentacinquesima edizione della corsa valevole come prova del circuito UCI Europe Tour 2008 categoria 2.1, si svolse in 5 tappe dal 13 al 17 febbraio 2008 per un percorso totale di 600,5 km, con partenza da La Crau e arrivo a Gruissan. Fu vinto dal russo Aleksandr Bočarov, dell'Crédit Agricole, che si impose in 14 ore 27 minuti e 8 secondi, alla media di 41,55 km/h.
Al traguardo di Gruissan 106 ciclisti conclusero la gara.

## Tappe
| Tappa  | Data        | Percorso                     | km    | Vincitore di tappa | Leader cl. generale |
| ------ | ----------- | ---------------------------- | ----- | ------------------ | ------------------- |
| 1ª     | 13 febbraio | La Crau > Hyères             | 109,5 | Thor Hushovd       | Thor Hushovd        |
| 2ª     | 14 febbraio | La Londe > La Garde          | 119   | Jimmy Casper       | Thor Hushovd        |
| 3ª     | 15 febbraio | Rousset > Tolone-Monte Faron | 100   | Aleksandr Bočarov  | Aleksandr Bočarov   |
| 4ª     | 16 febbraio | Saint-Cannat > Marignane     | 155   | Leonardo Duque     | Aleksandr Bočarov   |
| 5ª     | 17 febbraio | Sauvian > Gruissan           | 117   | Sylvain Chavanel   | Aleksandr Bočarov   |
| Totale | Totale      | Totale                       | 600,5 |                    |                     |

## Squadre e corridori partecipanti
| N.    | Cod. | Squadra                          |
| ----- | ---- | -------------------------------- |
| 1-8   | GCE  | Caisse d'Epargne                 |
| 11-18 | ALM  | AG2R La Mondiale                 |
| 21-28 | BTL  | Bouygues Télécom                 |
| 31-38 | COF  | Cofidis, le Crédit par Téléphone |
| 41-48 | C.A  | Crédit Agricole                  |
| 51-58 | FDJ  | Française des Jeux               |
| 61-68 | LIQ  | Liquigas                         |
| 71-78 | TSL  | Slipstream Chipotle              |

| N.      | Cod. | Squadra                         |
| ------- | ---- | ------------------------------- |
| 81-88   | TCS  | Tinkoff Credit Systems          |
| 91-98   | AGR  | Agritubel                       |
| 100-108 | BAL  | Bretagne-Armor Lux              |
| 111-118 | ELK  | Elk Haus-Simplon                |
| 121-128 | MIT  | Mitsubishi-Jartazi              |
| 131-138 | MIE  | Miche-Silver Cross              |
| 141-148 | WIL  | Willems Verandas Continental T. |

## Dettagli delle tappe

### 1ª tappa
- 13 febbraio: La Crau > Hyères – 109,5 km

Risultati
| Pos. | Corridore         | Squadra         | Tempo    |
| ---- | ----------------- | --------------- | -------- |
| 1    | Thor Hushovd      | Crédit Agricole | 2h40'48" |
| 2    | Francesco Chicchi | Liquigas        | s.t.     |
| 3    | Alberto Curtolo   | Liquigas        | s.t.     |

| Pos. | Corridore         | Squadra         | Tempo    |
| ---- | ----------------- | --------------- | -------- |
| 1    | Thor Hushovd      | Crédit Agricole | 2h40'38" |
| 2    | Francesco Chicchi | Liquigas        | a 4"     |
| 3    | Alberto Curtolo   | Liquigas        | a 6"     |

### 2ª tappa
- 14 febbraio: La Londe > La Garde – 135 km

Risultati
| Pos. | Corridore        | Squadra         | Tempo    |
| ---- | ---------------- | --------------- | -------- |
| 1    | Jimmy Casper     | Agritubel       | 2h46'41" |
| 2    | Jaŭhen Hutarovič | Franç. des Jeux | s.t.     |
| 3    | Thor Hushovd     | Crédit Agricole | s.t.     |

| Pos. | Corridore        | Squadra         | Tempo    |
| ---- | ---------------- | --------------- | -------- |
| 1    | Thor Hushovd     | Crédit Agricole | 5h27'15" |
| 2    | Jimmy Casper     | Agritubel       | a 4"     |
| 3    | Jaŭhen Hutarovič | Franç. des Jeux | a 8"     |

### 3ª tappa
- 15 febbraio: Rousset > Tolone-Monte Faron – 100 km

Risultati
| Pos. | Corridore         | Squadra         | Tempo    |
| ---- | ----------------- | --------------- | -------- |
| 1    | Aleksandr Bočarov | Crédit Agricole | 2h37'42" |
| 2    | David Moncoutié   | Cofidis         | a 14"    |
| 3    | Michael Albasini  | Liquigas        | a 1'02"  |

| Pos. | Corridore         | Squadra         | Tempo    |
| ---- | ----------------- | --------------- | -------- |
| 1    | Aleksandr Bočarov | Crédit Agricole | 8h05'01" |
| 2    | David Moncoutié   | Cofidis         | a 32"    |
| 3    | Michael Albasini  | Liquigas        | a 1'08"  |

### 4ª tappa
- 16 febbraio: Saint-Cannat > Marignane – 155 km

Risultati
| Pos. | Corridore        | Squadra         | Tempo    |
| ---- | ---------------- | --------------- | -------- |
| 1    | Leonardo Duque   | Cofidis         | 3h40'12" |
| 2    | Jimmy Casper     | Agritubel       | s.t.     |
| 3    | Jaŭhen Hutarovič | Franç. des Jeux | s.t.     |

| Pos. | Corridore         | Squadra         | Tempo     |
| ---- | ----------------- | --------------- | --------- |
| 1    | Aleksandr Bočarov | Crédit Agricole | 11h45'13" |
| 2    | David Moncoutié   | Cofidis         | a 45"     |
| 3    | Michael Albasini  | Liquigas        | a 1'08"   |

### 5ª tappa
- 17 febbraio: Sauvian > Gruissan – 117 km

Risultati
| Pos. | Corridore           | Squadra  | Tempo    |
| ---- | ------------------- | -------- | -------- |
| 1    | Sylvain Chavanel    | Cofidis  | 2h41'20" |
| 2    | Michail Ignat'ev    | Tinkoff  | s.t.     |
| 3    | Aljaksandr Kučynski | Liquigas | a 26"    |

| Pos. | Corridore         | Squadra         | Tempo     |
| ---- | ----------------- | --------------- | --------- |
| 1    | Aleksandr Bočarov | Crédit Agricole | 14h27'08" |
| 2    | David Moncoutié   | Cofidis         | a 45"     |
| 3    | Michael Albasini  | Liquigas        | a 1'08"   |

## Evoluzione delle classifiche
| Tappa              | Vincitore          | Classifica generale | Classifica scalatori | Classifica a punti | Classifica giovani | Classifica scalatori |
| ------------------ | ------------------ | ------------------- | -------------------- | ------------------ | ------------------ | -------------------- |
| 1ª                 | Thor Hushovd       | Thor Hushovd        | Maxime Bouet         | Thor Hushovd       | Alberto Curtolo    | Crédit Agricole      |
| 2ª                 | Jimmy Casper       | Thor Hushovd        | Mickaël Buffaz       | Thor Hushovd       | Jaŭhen Hutarovič   | Crédit Agricole      |
| 3ª                 | Aleksandr Bočarov  | Aleksandr Bočarov   | Mickaël Buffaz       | Thor Hushovd       | Eduardo Gonzalo    | Cofidis              |
| 4ª                 | Leonardo Duque     | Aleksandr Bočarov   | Mickaël Buffaz       | Jimmy Casper       | Eduardo Gonzalo    | Cofidis              |
| 5ª                 | Sylvain Chavanel   | Aleksandr Bočarov   | Mickaël Buffaz       | Thor Hushovd       | Eduardo Gonzalo    | Cofidis              |
| Classifiche finali | Classifiche finali | Aleksandr Bočarov   | Mickaël Buffaz       | Thor Hushovd       | Eduardo Gonzalo    | Cofidis              |

## Classifiche finali

### Classifica generale
| Pos. | Corridore            | Squadra         | Tempo     |
| ---- | -------------------- | --------------- | --------- |
| 1    | Aleksandr Bočarov    | Crédit Agricole | 17h46'33" |
| 2    | David Moncoutié      | Cofidis         | a 52"     |
| 3    | Michael Albasini     | Liquigas        | a 57"     |
| 4    | Rinaldo Nocentini    | AG2R La Mond.   | a 1'01"   |
| 5    | Massimo Giunti       | Miche           | a 1'06"   |
| 6    | Eduardo Gonzalo      | Agritubel       | a 1'08"   |
| 7    | Ricardo Serrano      | Tinkoff         | a 1'11"   |
| 8    | Leonardo Bertagnolli | Liquigas        | s.t.      |
| 9    | Amaël Moinard        | Cofidis         | s.t.      |
| 10   | Rémy Di Grégorio     | Franç. des Jeux | s.t.      |

### Classifica a punti
| Pos. | Corridore        | Squadra         | Punti |
| ---- | ---------------- | --------------- | ----- |
| 1    | Thor Hushovd     | Crédit Agricole | 56    |
| 2    | Jimmy Casper     | Agritubel       | 55    |
| 3    | Jaŭhen Hutarovič | Franç. des Jeux | 45    |
| 4    | Alberto Curtolo  | Liquigas        | 42    |
| 5    | Aleksandr Serov  | Tinkoff         | 40    |

### Classifica scalatori
| Pos. | Corridore         | Squadra         | Punti |
| ---- | ----------------- | --------------- | ----- |
| 1    | Mickaël Buffaz    | Cofidis         | 29    |
| 2    | Michail Ignat'ev  | Tinkoff         | 17    |
| 3    | Aleksandr Bočarov | Crédit Agricole | 12    |
| 4    | Maxime Bouet      | Agritubel       | 12    |
| 5    | Ricardo Serrano   | Tinkoff         | 11    |

### Classifica giovani
| Pos. | Corridore        | Squadra         | Punti     |
| ---- | ---------------- | --------------- | --------- |
| 1    | Eduardo Gonzalo  | Agritubel       | 14h28'55" |
| 2    | Rémy Di Grégorio | Franç. des Jeux | a 23"     |
| 3    | Trent Lowe       | Slipstream      | a 29"     |
| 4    | Maxime Monfort   | Cofidis         | a 56"     |
| 5    | Maxime Bouet     | Agritubel       | a 1'39"   |

### Classifica a squadre
| Pos. | Squadra                          | Tempo     |
| ---- | -------------------------------- | --------- |
| 1    | Cofidis, le Crédit par Téléphone | 43h25'39" |
| 2    | Tinkoff Credit Systems           | a 2'04"   |
| 3    | Agritubel                        | a 2'43"   |
| 4    | Crédit Agricole                  | a 2'45"   |
| 5    | Liquigas                         | a 4'00"   |